# Калинин, Константин Михайлович
Константин Михайлович Калинин (3 июля 1925, Калужская область — 22 декабря 2009, Москва) — разведчик 344-й отдельной разведывательной роты 270-й стрелковой дивизии; помощник командира взвода 407-й отдельной разведывательной роты 334-й стрелковой дивизии 1-го Прибалтийского фронта, старший сержант.

## Биография
Родился 3 июля 1925 года в городе Жиздра Калужской области в семье военнослужащего. Окончил 10 классов. Работал комбайнером в МТС.
В Красной Армии с марта 1943 года. На фронте в Великую Отечественную войну с августа 1943 года. Член ВКП/КПСС с 1944 года.
Разведчик 344-й отдельной разведывательной роты красноармеец Константин Калинин 4 февраля 1944 года в боях за населённый пункт Наволоки, расположенный в 15-и километрах северо-восточнее белорусского города Витебска, одним из первых ворвался во вражескую траншею, где в рукопашной схватке уничтожил трёх противников. Будучи раненным, мужественный разведчик продолжал вести бой. За мужество и отвагу, проявленные в боях, 23 февраля 1944 года красноармеец Калинин Константин Михайлович награждён орденом Славы 3-й степени.
В ночь на 10 сентября 1944 года близ латвийского населённого пункта Пентри разведчик 344-й отдельной разведывательной роты красноармеец Калинин во главе группы захвата скрытно проник в расположение неприятеля и стремительно атаковал его. Из автоматов и ручными гранатами разведчики уничтожили свыше двадцати вражеских солдат и двоих захватили в плен. За мужество и отвагу, проявленные в боях, 13 сентября 1944 года красноармеец Калинин Константин Михайлович повторно награждён орденом Славы 3-й степени.
Помощник командира взвода 407-й отдельной разведывательной роты старший сержант Константин Калинин 11 октября 1944 года вместе с другими разведчиками близ населённого пункта Кульвели, расположенного в 19-и километрах юго-западнее литовского города Жагаре, неожиданно для противника ворвался в его траншею, уничтожив пулемётный расчёт и взял в плен двух противников, которые дали ценные сведения советскому командованию. 12 октября 1944 года у литовского населённого пункта Гепайцы старший сержант Калинин перешёл линию фронта, выявил расположение огневых точек противника, и захватил «языка». За мужество и отвагу, проявленные в боях, 3 ноября 1944 года старший сержант Калинин Константин Михайлович награждён орденом Славы 2-й степени.
24 июня 1945 года Константин Калинин участвовал в историческом Параде Победы на Красной площади в Москве.
В 1946 году К. М. Калинин демобилизован. В 1953 году он окончил автомеханический институт.
Указом Президиума Верховного Совета СССР от 17 февраля 1970 года за образцовое выполнение заданий командования в боях с немецко-вражескими захватчиками лейтенант в отставке Калинин Константин Михайлович перенаграждён награждён орденом Славы 1-й степени, став полным кавалером ордена Славы.
Жил в городе-герое Москве. До ухода на заслуженный отдых работал начальником отдела в одном из министерств. Умер 22 декабря 2009 года. Похоронен в Москве на Митинском кладбище.
Награждён орденами Отечественной войны 1-й и 2-й степени, двумя орденами Красной Звезды, орденами Славы 1-й, 2-й и 3-й степени, орденом Дружбы народов, медалями.
Константин Михайлович Калинин участник юбилейных Парадов Победы 1985, 1990, 1995 годов.